# Wherry Lines
Pour les articles homonymes, voir Wherry.
Wherry Lines est une ligne de chemin de fer du Royaume-Uni qui prend la forme d'un petit réseau composé d'une ligne principale de Norwich à Lowestoft et de deux embranchements : de Brundall à Great Yarmouth et de Reedham à Great Yarmouth.

## Histoire
La ligne est construite et ouverte sur trois périodes : En 1844, c'est la Compagnie du chemin de fer de Yarmouth à Norwich (en anglais : Yarmouth & Norwich Railway (Y&NR)) qui ouvre les environ 20 km de Norwich à Yarmouth, via Buchenham ; en 1847, le Norfolk Railway (en) de Samuel Morton Peto, ouvre les environ 8 km de Buchenham à Lowestoft ; et en 1883, le Great Eastern Railway, ouvre les environ 12 km de Brudall Jonction à Great Yarmouth.

## Caractéristiques

### Gares
Les gares en service : ligne de Norwich à Lowestoft : Norwich Brundall Gardens, Brundall, Buckenham, Cantley, Reedham, Haddiscoe, Somerleyton, Oulton Broad North, Lowestoft ; ligne de Brundall à Great Yarmouth, via Acle : Lingwood, Acle et Great Yarmouth ; ligne de Reedham à Lingwood : Berney Arms et Great Yarmouth.